# Грб Пензенске области
Грб Пензенске области је званични симбол једног од субјеката Руске федерације са статусом области — Пензенске области. Грб је званично усвојен 16. маја 2008. године.

## Опис грба
Грб Пензенске области је слика зеленог хералдичког штита (француског облика) са три златна снопа жита, увезаних црвеноим машнама, један поред другог. Грб је крунисан златном круном из времена Руске империје и окружен траком Ордена Лењиновог реда, којим је Пензенска област награђена 1967. године.
Грб користи двије хералдичке боје: зелену и скарлетну (црвену) и једну металну боју - златну. Зелена боја симболизује живот, здравље и раст. Скарлетна боја је симбол храбрости, снаге, напорног рада и радости живота. Златна боја је симбол богатства, стабилности, поштовању и интелигенције.

## Галерија
- Грб Пензенске губерније 
 (1878—1928)
- Грб Пензенске области 
 (1998—2003)
- Грб Пензенске области 
 (2003—2008)
- Рубља са грбом Пензенске области